# Václav Magid
Václav Magid (* 6. června 1979, Leningrad) je český výtvarník, teoretik, kurátor a baskytarista žijící a tvořící v Praze.

## Životopis

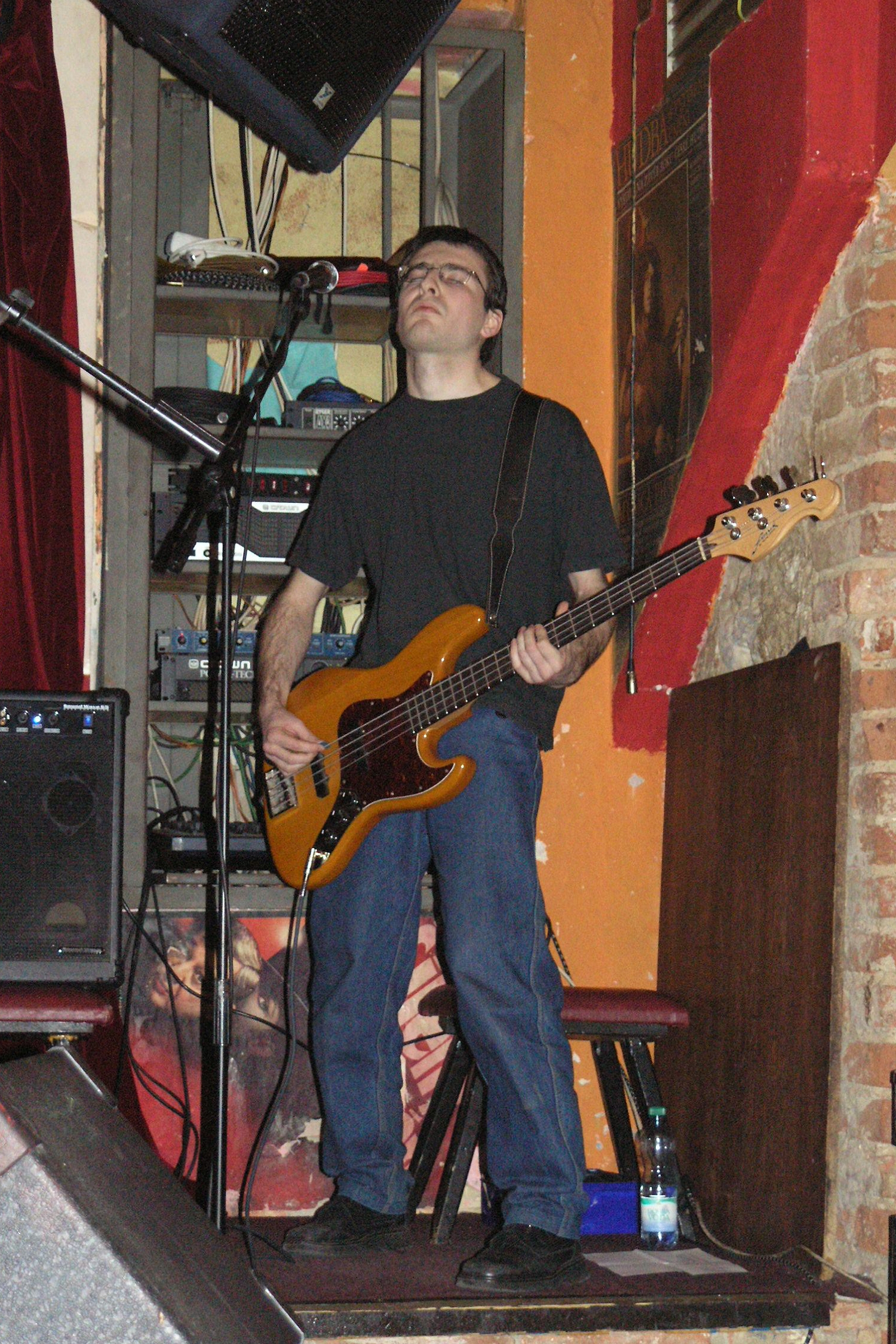
Václav Magid jako baskytarista skupiny Já a brácha

- 2008–dosud – Filozofická fakulta Univerzity Karlovy v Praze (Filosofie)
- 2001–2006 – Fakulta humanitních studií Univerzity Karlovy v Praze (Studia humanitní vzdělanosti), Bc.
- 2003–2005 – Vysoká škola uměleckoprůmyslová v Praze (ateliéry K. Gebauera a J. Davida)
- 2003–2004 – Filozofická fakulta Univerzity Karlovy v Praze (Filosofie a estetika)
- 1999–2001 – Akademie výtvarných umění v Praze (ateliéry Z. Berana a J. Davida)

## Samostatné výstavy (výběr)
- 2010 – Věci, které spadly pod stůl, Galerie Luxfer, Česká Skalice, 10. 12. 2010 – 2. 2. 2011
- 2010 – Na poušti, 36, Olomouc, 3. 7. 2010
- 2009 – Možnosti studentského života (společně s Vasilem Artamonovem a Tomášem Uhnákem), TranzitDisplay, Praha, 18. 12. 2009–31. 1. 2010 (katalog)
- 2009 – Otcovo slepé oko, Galerie Jelení, Praha, 28. 4.–14. 5. 2009
- 2006 – Apríl, A. M. 180, Praha, 21. 4. – 4. 5. 2006